# Св. св. Константин и Елена (Слатина)
„Св. св. Константин и Елена“ (на румънски: „Sfinții Împărați Constantin și Elena“) е храм на Румънската православна църква в град Слатина, окръг Олт, част от Слатинската епископия на Олтенската митрополия.

## История
Храмът е издигнат в 1793 година. След като е основно реновирана в края на XIX век, църквата е изписана в 1895 година от дебърския майстор Никола Янев и сина му Соломон Николов.
Храмът е исторически паметник в окръг Олт.